# Asphondylia canastrae
Asphondylia canastrae är en tvåvingeart som beskrevs av Urso-guimaraes och De Souza Amorim 2002. Asphondylia canastrae ingår i släktet Asphondylia och familjen gallmyggor. Inga underarter finns listade i Catalogue of Life.